# Thalkirchdorf
Thalkirchdorf (allgäuerisch Dahl) ist ein im Konstanzer Tal gelegenes Pfarrdorf und seit 1972 ein Ortsteil des Marktes Oberstaufen im Landkreis Oberallgäu.

## Ortsgliederung

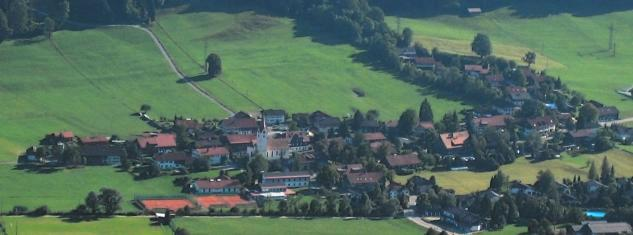
Hauptort von Thalkirchdorf

Thalkirchdorf wird auch das „Dorf der sieben Dörfer“ genannt, da sieben Dörfer seine Ortsteile bilden.
- Kirchdorf (Hauptort)
- Knechtenhofen
- Konstanzer
- Lamprechts
- Osterdorf
- Salmas
- Wiedemannsdorf

Thalkirchdorf liegt im Konstanzer Tal zwischen dem Alpsee und dem Staufen. Durch den Ort fließt die Konstanzer Ach. Nördlich verläuft ein Teil der Nagelfluhhöhen und Senken zwischen Bodensee und Wertach mit der Salmaser und der Thaler Höhe. Im Süden verläuft mit dem Prodel-Schichtkamm der nördlichste Kamm der Allgäuer Nagelfluh-Schichtkämme.

## Geschichte

### Bis zum 19. Jahrhundert

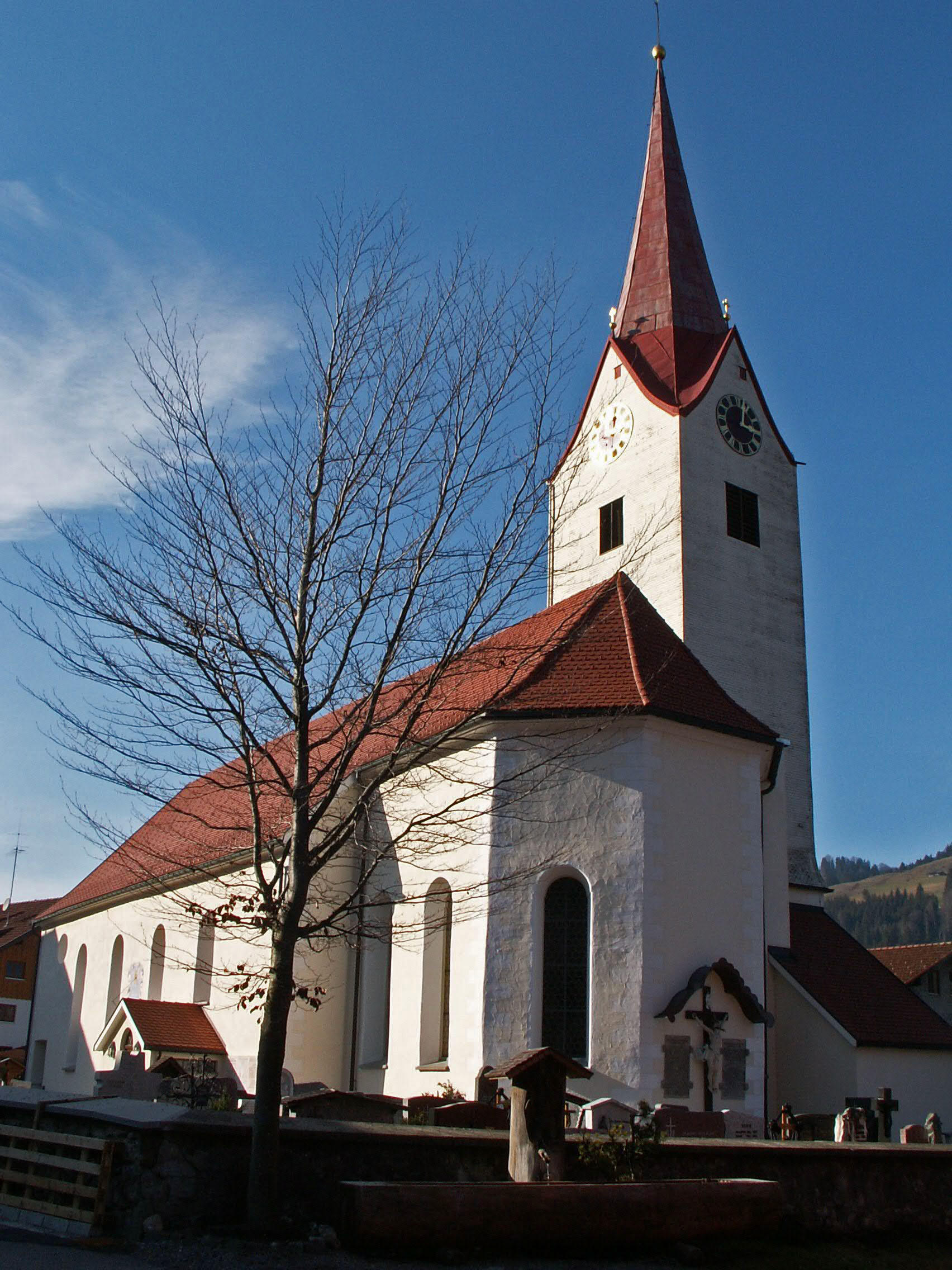
St. Johannes Baptist in Thalkirchdorf

Im Jahre 1258 wird in einem Würzburger Lehenbuch das erste Mal ein Ort namens „Kirchdorf“ erwähnt. Bereits 250 n. Chr. soll durch das Konstanzer Tal die Römerstraße Via Decia geführt haben. Allerdings geht man nach Neufunden mittlerweile davon aus, dass die Via Decia nicht durch das Konstanzer Tal führte. Die Pfarrei ist im Jahr 1275 im ältesten Verzeichnis der Pfarreien des Bistums Konstanz erstmals urkundlich erwähnt. Im 14. Jahrhundert entwickelte sich jedoch eine wirtschaftlich bedeutende Salzstraße von Bad Reichenhall zum Bodensee durch das Tal.
Der Ortsteil Lamprechts wurde in einer Urkunde vom 28. Dezember 1400 aus dem Spitalarchiv Isny erstmals urkundlich erwähnt. Ab 1414 folgen mehrere Nennungen von Salmas. Die erste urkundliche Erwähnung von Osterdorf und Knechtenhofen lässt sich auf das Jahr 1421 datieren. Wiedemannsdorf erscheint erstmals 1430 in einer Urkunde.
Die katholische Pfarrkirche St. Johannes Baptist wurde im Kern um 1500 erbaut. Es ist ein Saalbau mit eingezogenem Chor und nördlichem Turm mit Spitzhelm. Im Jahr 1790 wurde sie erweitert. Außerhalb der Kirche befindet sich ein Friedhof, der von einer Mauer umschlossen wird. Das 1727 errichtete Pfarrhaus Am Pfarrhof 1 ist, wie die Kirche, ein geschütztes Baudenkmal.

### Ab dem 19. Jahrhundert
Ursprünglich gehörten die Thaler der Herrschaft Staufen an. Einige Bewohner waren auch Rothenfelser, da sie direkt der benachbarten Reichsgrafschaft Rothenfels dienst- und steuerpflichtig waren. Erst als die Herrschaft Staufen untergegangen und königlich-bayerisch geworden war, entwickelte sich das Thal zur eigenständigen politischen Gemeinde.
So bildete Thalkirchdorf ab 1808 mit den Gemeinden Aach, Staufen (heute Oberstaufen) und Stiefenhofen eine Verwaltungseinheit. Im Zuge der Verwaltungsreform in Bayern entstand mit dem zweiten Gemeindeedikt 1818 die Gemeinde Thalkirchdorf. Am 1. Januar 1972 wurde die Gemeinde Thalkirchdorf aufgrund der Gebietsreform in Bayern aufgelöst und wieder in den Markt Oberstaufen eingegliedert.
Auf der örtlichen Skipiste am Hündlekopf fanden in den 1980er Jahren Skiweltcup-Rennen der Damen statt. Bis heute ist der örtliche Viehscheid ein großes touristisches Ereignis.

## Verkehr
Nördlich von Thalkirchdorf verläuft die Bundesstraße 308, die Immenstadt über Oberstaufen mit Lindau (Bodensee) verbindet.
Thalkirchdorf liegt an der Bahnstrecke Buchloe–Lindau. Der Bahnhof, der im Ortsteil Salmas lag, ist jedoch seit längerem aufgelassen; das ehemalige Empfangsgebäude beherbergt heute eine Tierarztpraxis. Stattdessen verkehrt heute parallel zur Bahnlinie ein Linienbus (Linie 39) zwischen Immenstadt und Oberstaufen des Verkehrsverbundes Mona; unter der Woche in etwa im Stundentakt, an den Wochenenden reduziert sich das Angebot auf fünf bis sechs Verbindungen. Dienstleister ist das Unternehmen Regionalbus Augsburg.

## Kultur und Sehenswürdigkeiten

### Baudenkmäler
Siehe: Liste der Baudenkmäler in Thalkirchdorf
Neben originalgetreuen Einrichtungen von Küche und Stube, werden im Hauseigenen Stall auch alte Werkzeuge und Geräte ausgestellt. Zudem kann man in speziell dafür eingerichteten Räumen mehr über altes Handwerk aus der Region erfahren.

### Skigebiet Hündle-Thalkirchdorf

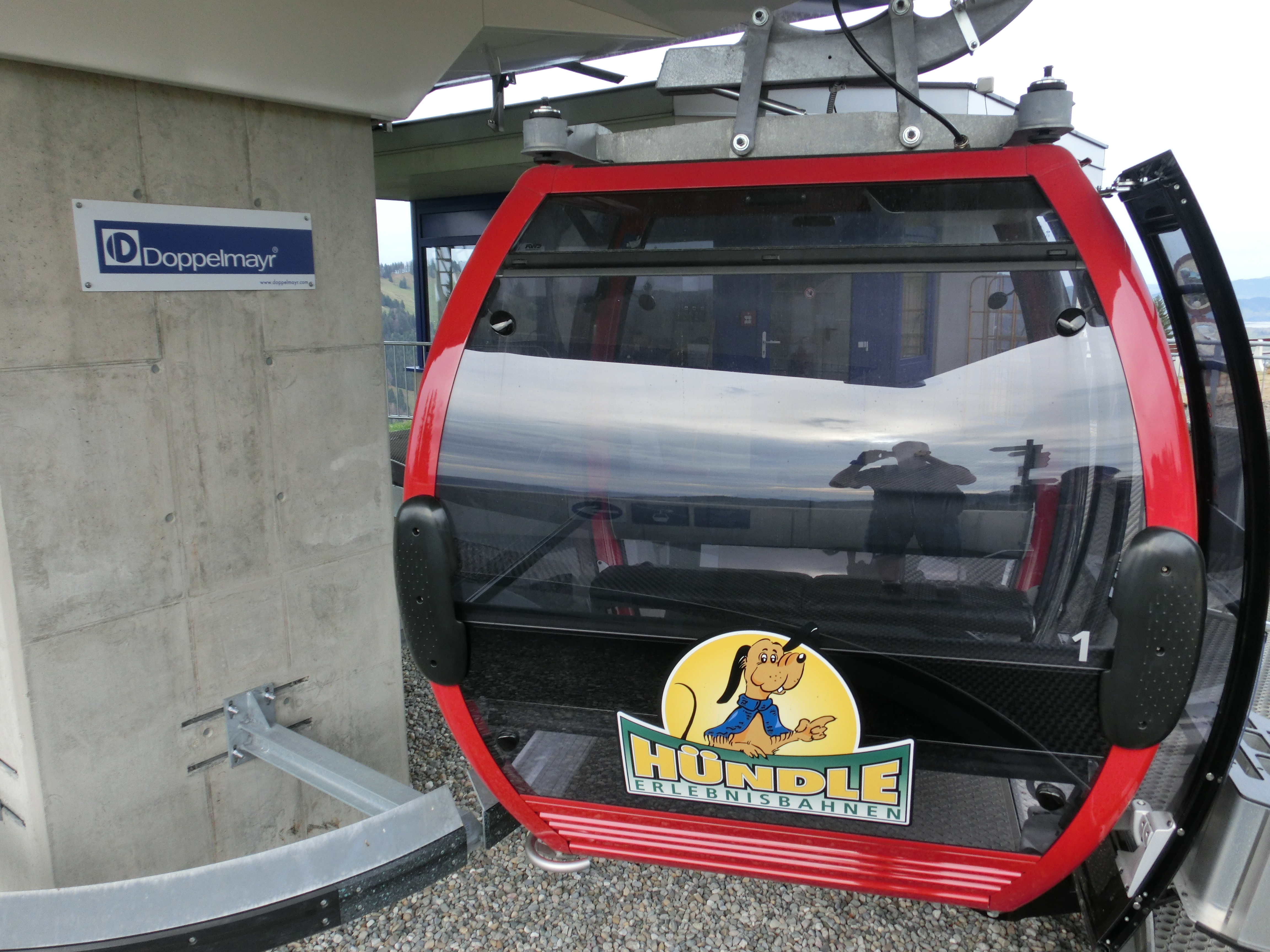
Hündle-Gondelbahn (2013)

Das Skigebiet Hündle-Thalkirchdorf beginnt im Westen von Thalkirchdorf und zieht sich bis zum Ortsteil Knechtenhofen. Mit acht Liften kann man insgesamt 23 Pisten zwischen dem Hündlekopf und dem Denneberg befahren. Zusätzlich gibt es eine Langlaufloipe um die Konstanzer Ach.
Die Hündle-Sesselbahn war ein 1963 erbauter 950 Meter langer Doppelsessellift im Ortsteil Knechtenhofen, der einen Höhenunterschied von 285 Metern überwand. Die Bahn hatte 85 Sessel und konnte 710 Personen pro Stunde transportieren. Am 5. November 2012 fuhr sie ihre letzte Fahrt, bevor sie stillgelegt und abgebaut wurde. Am 22. Dezember 2012 startete die neue, von Doppelmayr gebaute Hündle-Gondelbahn.
Eine Gondel kann 8 Personen transportieren und ist mit einer Sitzheizung ausgestattet. Sie hat eine schräge Länge von 930 Meter, überwindet 294 Meter Höhendifferenz und kann maximal 2.400 Personen pro Stunde befördern. Sie wird im Sommer und im Winter betrieben.

## Persönlichkeiten
- Michael Martin Kast Schindele (* 2. April 1924 in Thalkirchdorf; † 9. Mai 2014 in Buin, Chile), Oberleutnant bei der Wehrmacht, Vater diverser politischer Schlüsselakteure in Chile
- Hermann Moser (* 24. August 1935 in Knechtenhofen; † 6. Januar 2021), Maler